# Jeannine Taylor
Jeannine Alice Taylor (Hartford, 2 de junho de 1954) é uma atriz estadunidense. É mais conhecida por interpretar Marcie Cunningham no filme de terror Friday the 13th (1980) e também apareceu no telefilme The Royal Romance of Charles and Diana. Atuou em diversas produções da Broadway e off-Broadway, incluindo uma adaptação de 1979 do musical Les Parapluies de Cherbourg (1964). Pouco tempo depois do lançamento de Friday the 13th, ela decidiu se afastar do cinema e da televisão e passou a trabalhar como gerente de marketing de uma revista em Nova Iorque, aparecendo apenas esporadicamente em algumas produções teatrais e documentários.

## Vida e carreira

### Primeiros anos e educação
Taylor nasceu em 2 de junho de 1954 em Hartford, Connecticut. Sua mãe, Diane (sobrenome de solteira: Coperthwaite) era de Fort Myers, Flórida e dirigente de um centro comunitário local. Taylor começou a ter aulas de voz aos 14 anos, o que a levou a cantar em assembleias escolares, na igreja e em eventos comunitários. Depois, conseguiu papéis em peças escolares, o que despertou seu interesse pela carreira na atuação. Logo após graduar-se na Wheaton College, uma universidade cristã de artes liberais localizada em Wheaton, Illinois, ela se mudou para Nova Iorque, decidida a realizar seu sonho de trabalhar como atriz profissionalmente.

### Teatro, cinema e televisão
Em 1979, Taylor interpretou Jenny em The Umbrellas of Cherbourg, adaptação teatral do filme Les Parapluies de Cherbourg (1964). A produção foi recebida com críticas positivas. No musical Home Again, Home Again, de Cy Coleman, ela desempenhou o papel de Linda. A produção foi apresentada entre 10 e 17 de março de 1979 no American Shakespeare Theatre em Stratford, Connecticut. Posteriormente, foi encenada no Royal Alexandra Theatre em Toronto, Ontário, Canadá, entre 19 de março e 14 de abril. O musical estava programado para estrear no Mark Hellinger Theatre em 26 de abril do mesmo ano, mas foi cancelado ao custo de 1 250 000 dólares.
A atriz fez sua estreia no cinema no filme de terror Friday the 13th, dirigido por Sean S. Cunningham e lançado em 1980; ela foi escalada como Marcie Cunningham, uma monitora de acampamento, e contracenou com Kevin Bacon, Adrienne King e Betsy Palmer. Taylor fez o papel da protagonista Madame Trentoni/Aurelia Johnson em Hijinks!, uma produção off-Broadway de Robert Kalfin, encenada entre 17 de dezembro de 1980 e 18 de janeiro de 1981. Em 1982, interpretou Samantha Edwards no telefilme The Royal Romance of Charles and Diana, um drama biográfico sobre o casamento de Carlos de Gales e Diana Spencer.
Ainda em 1982, Taylor desempenhou o papel de Henrietta na peça Robert and Elizabeth, uma adaptação musical britânica de The Barretts of Wimpole Street, peça e filme que abordam o romance que os poetas Robert Browning e Elizabeth Barrett Browning tiveram na vida real. Nos palcos, ela também participou, na década de 1980, das produções A Midsummer Night's Dream (off-Broadway) e Seagulls, encenada no Cincinnati Playhouse de Ohio.

### Carreira posterior e vida pessoal
Algum tempo depois de estrelar Friday the 13th, Taylor decidiu se afastar das telas e tornou-se gerente de marketing na The Institutional Investor, uma revista mensal com foco no setor financeiro sediada em Nova Iorque. A atriz afirmou que se sentia deslocada em sua carreira na atuação: "No que diz respeito a atuar em grandes filmes... francamente, eu não achava que era bonita o suficiente. Eu não era alta e loira — nunca pensei em mim dessa forma. Foi um tipo de sorte, de fato". Ela foi casada duas vezes, com ambas as uniões terminadas em divórcio, antes de se casar com James Whitney McConnell, um especulador de comódites, em fevereiro de 1990.
No documentário Going to Pieces: The Rise and Fall of the Slasher Film, lançado em 2006, foram usadas imagens de arquivos da atriz em Friday the 13th. Em 2007, ela voltou a aparecer em filmagens de arquivo usadas em Cinemassacre's Monster Madness, uma série de documentários produzidos para a televisão. Em 2010, Taylor se reuniu novamente com Robert Kalfin para a produção teatral A Cable from Gibraltar, que foi encenada no Medicine Show Theatre em Nova Iorque. Em 2013, Taylor apareceu como entrevistada no documentário retrospectivo Crystal Lake Memories: The Complete History of Friday the 13th.

## Filmografia
| Ano  | Título                                                         | Papel             | Notas                              | Ref.   |
| ---- | -------------------------------------------------------------- | ----------------- | ---------------------------------- | ------ |
| 1980 | Friday the 13th                                                | Marcie Cunningham | Longa-metragem                     | [ 7 ]  |
| 1982 | The Royal Romance of Charles and Diana                         | Samantha Edwards  | Telefilme                          | [ 9 ]  |
| 2006 | Going to Pieces: The Rise and Fall of the Slasher Film         | Marcie Cunningham | Documentário; filmagens de arquivo | [ 12 ] |
| 2007 | Cinemassacre's Monster Madness                                 | Marcie Cunningham | Telessérie; filmagens de arquivo   | [ 13 ] |
| 2013 | Crystal Lake Memories: The Complete History of Friday the 13th | Ela mesma         | Documentário                       | [ 16 ] |

## Teatro
| Ano       | Título                     | Papel                             | Notas                                                  | Ref.   |
| --------- | -------------------------- | --------------------------------- | ------------------------------------------------------ | ------ |
| 1979      | The Umbrellas of Cherbourg | Jenny                             | The Public Theater                                     | [ 4 ]  |
| 1979      | Home Again, Home Again     | Linda                             | American Shakespeare Theatre / Royal Alexandra Theatre | [ 5 ]  |
| 1980      | A Midsummer Night's Dream  | Elenco                            | Off-Broadway                                           | [ 11 ] |
| 1980-1981 | Hijinks!                   | Madame Trentoni / Aurelia Johnson | Off-Broadway                                           | [ 17 ] |
| 1982      | Robert and Elizabeth       | Henrietta                         | Paper Mill Playhouse                                   | [ 10 ] |
| 1985      | Seagulls                   | Elenco                            | Cincinnati Playhouse                                   | [ 11 ] |
| 2010      | A Cable from Gilbraltar    | Infanta / Mulher / Velha          | Medicine Show Theatre                                  | [ 14 ] |